# Daniel Bigham
Daniel Bigham, född 2 oktober 1991, är en brittisk professionell bancyklist.

## Karriär
Bigham ingick i det brittiska laget som tog guld vid VM 2022 i lagförföljelse. Vid samma mästerskap 2023 tog han silver i det individuella loppet. Vid OS 2024 ingick han i det brittiska lag som tog silver i lagförföljelse.
Den 19 augusti 2022 satte Daniel Bigham nytt timrekord då han cyklade 55,548 km på en timme. och därmed slog Victor Campenaerts rekord på  55,089 km satt den 16 april 2019. Hans nya rekord stod sig dock i mindre än två månader, eftersom Filippo Ganna cyklade 1 244 meter längre (56,792 km) redan den 8 oktober.

## Meriter

### Landsväg
2016
3:a i Beaumont Trophy
2019
 3:a i mixedstafett vid Världsmästerskapen i landsvägscykling
4:a i Beaumont Trophy
5:a i individuellt tempolopp vid Brittiska mästerskapen
2021
2:a i individuellt tempolopp vid Brittiska mästerskapen
2022
2:a i individuellt tempolopp vid Brittiska mästerskapen

### Bana
2017
Brittiska banmästerskapen
 Brittisk mästare i individuellt förföljelselopp
 Brittisk mästare i kilometerlopp
 Brittisk mästare i lagförföljelselopp
2018
2:a i individuellt förföljelselopp vid Brittiska mästerskapen
2019
Brittiska banmästerskapen
 Brittisk mästare i lagförföljelselopp
2:a i individuellt förföljelselopp
2020
Brittiska banmästerskapen
 Brittisk mästare i lagförföljelselopp
2:a i kilometerlopp
3:a i individuellt förföljelselopp
2021
Brittiskt timrekord: 54,723 km
2022
 Världsrekord i entimmescykling: 55,548 km
 Världsmästare i lagförföljelselopp
 Brittisk mästare i individuellt förföljelselopp
2023
Europamästerskapen i bancykling
 2:a i individuellt förföljelselopp
 2:a i lagförföljelselopp
 2:a i individuellt förföljelselopp vid Världsmästerskapen i bancykling
2024
Europamästerskapen i bancykling
 Europamästare i individuellt förföljelselopp
 Europamästare i lagförföljelselopp
 2:a i lagförföljelselopp vid Olympiska spelen